# Controverse du Koguryŏ
 (signalé en mai 2025).
Si vous disposez d'ouvrages ou d'articles de référence ou si vous connaissez des sites web de qualité traitant du thème abordé ici, merci de compléter l'article en donnant les références utiles à sa vérifiabilité et en les liant à la section « Notes et références ».
- Archive Wikiwix
- Bing
- Cairn
- DuckDuckGo
- E. Universalis
- Gallica
- Google
- G. Books
- G. News
- G. Scholar
- Persée
- Qwant
- (zh) Baidu
- (ru) Yandex
- (wd) trouver des œuvres sur Wikidata

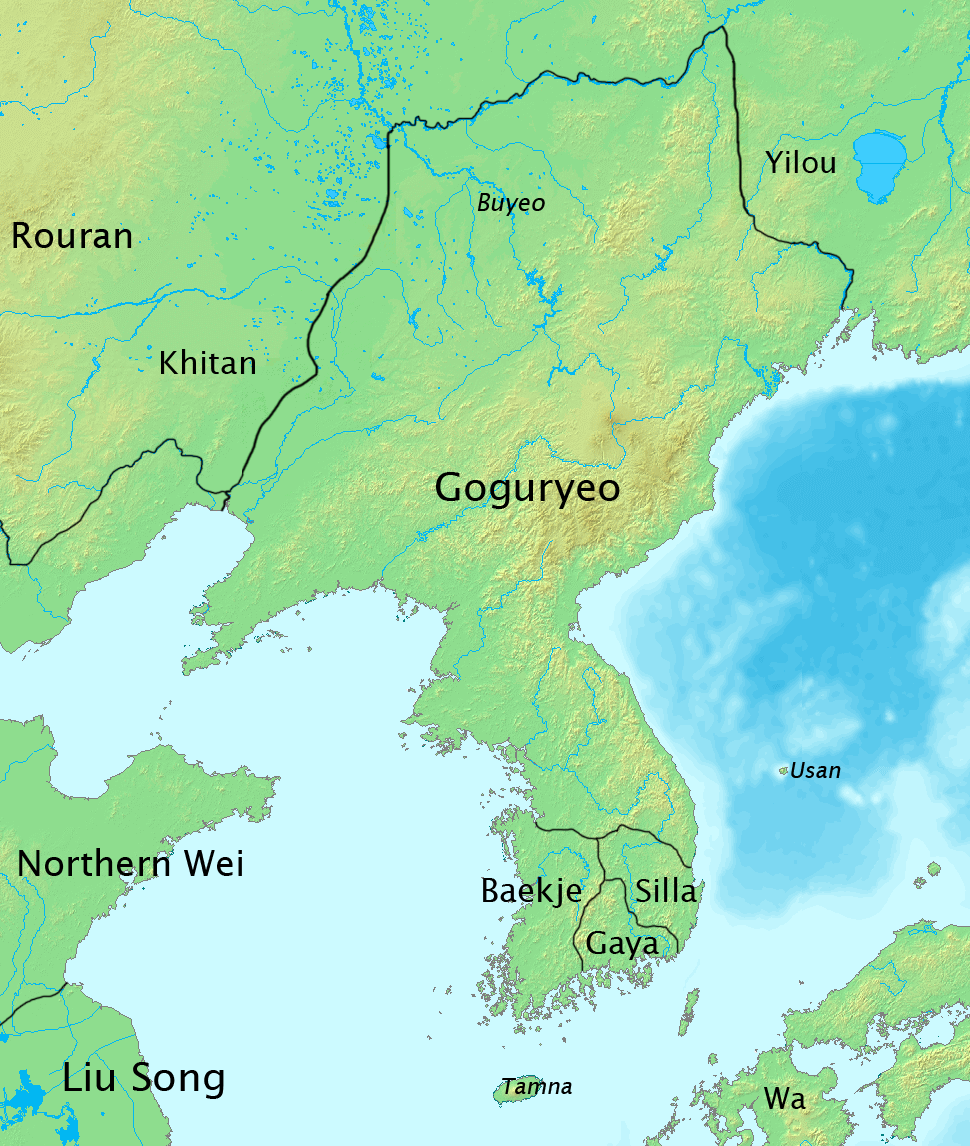
Carte du Koguryŏ à son extension maximale.

La controverse du Koguryŏ est une controverse historique existant entre les deux États de Corée (Corée du Nord et Corée du Sud) d'un coté, et la Chine de l'autre. Il porte sur le caractère exclusivement coréen ou non du Koguryŏ, royaume du Ier  au  VIIe siècle de notre ère dont le territoire s'étendait de la Mandchourie à la péninsule coréenne.
Il remonte à une étude portant sur le nord-est de la Chine conduite par l'Académie chinoise des sciences sociales en 2002.